# Marie Lohr
Marie Lohr, född 28 juli 1890 i Sydney, New South Wales, död 21 januari 1975 i Brighton, East Sussex, var en australiensk-brittisk skådespelerska.

## Rollista i urval
- 1938 – Pygmalion
- 1938 – Fången på Laurel House
- 1941 – Major Barbara
- 1945 – Gentleman på galejan
- 1947 – The Ghosts of Berkeley Square
- 1948 – Anna Karenina
- 1948 – Fallet Winslow
- 1959 – Man är väl diplomat
- 1968 – Katarina den stora